# Malva aegyptia
Malva aegyptia és una espècie de planta herbàcia del gènere Malva, dins de la família Malvaceae, és nadiua de la conca del Mediterrani i l'Àfrica.
És una petita planta herbàcia caducifòlia que assoleix els 10 cm d'alçària. L'espècie està molt relacionada amb Malva trifida Cav., a la qual alguns autors inclosa en aquesta [M. aegyptia subsp. trifida (Cav.) O.Bolòs & al.] i de la qual es diferencia clarament pels pètals més curts, de longitud igual o menor que la dels sèpals i amb l'ungla glabra, i mericarps glabrescentes.
Es distribueix per la regió mediterrània i sud-oest d'Àsia, i es troba dispersa sobretot per la meitat oriental de la península Ibèrica. Forma part de pastures xerofítiques en clapes d'alzinar, savinar, pinedes i fins i tot rouredes, sobre sòls degradats i àrids, rics en sals, algeps, llims, etc. Es troba en una altitud des del nivell de la mar fins als 1.100 m i floreix a l'abril-juliol. Té una forma biològica: el teròfit.

## Taxonomia
Malva aegyptia fou descrita i publicada per Carl von Linné en Species Plantarum, vol. 2, p. 690, al 1753[1].
Etimologia
- Malva: nom genèric provinent del llatí malva, -ae, vocable emprat a l'Antiga Roma per a diversos tipus de malves, principalment la malva comuna (Malva sylvestris), però també el malví o altea (Althaea officinalis) i la malva gran, Lavatera arborea. Foren àmpliament descrites, amb les seues nombroses virtuts i propietats, per Plini el Vell en Historia Naturalis (20, LXXXIV).[2][3]
- aegyptia: epítet geogràfic que al·ludeix a Egipte.

Sinonímia
- Axolopha aegyptia Alef., 1862
- Dinacrusa aegyptia (L.) G.Krebs, 1994, nom. inval.[4]
- Malva diphylla Moench, 1794, nom. illeg.
- Malva aegyptia subsp. effimbriata Iljin, 1923
- Malva aegyptia subsp. mediterranea Iljin, 1923
- Malva effimbriata (Iljin) Iljin in Kom., 1949
- Malva mediterranea (Iljin) Iljin in Kom., 1949[5]
- Malva armeniaca Iljin, 1923
- Malva aegyptia var. triphylla Maire, 1929
- Malva aegyptia var. libyca (Pomel) Batt., 1888
- Malva libyca Pomel, 1875[6]

## Nom comú
- Català: malva, malví.[5][7]